# سیارک ۱۶۱۲۷
سیارک ۱۶۱۲۷ (به انگلیسی: 16127 Farzan-Kashani، نامگذاری: 1999XK92) شانزده هزار و صد و بیست و هفتمین سیارک کشف‌شده است که در ۷ دسامبر ۱۹۹۹ کشف شد.
قدر مطلق سیارک برابر ۱۱.۲ است.